# Rebel Heart (canción de The Corrs)
Rebel Heart (en español: Corazón Rebelde) es una canción del grupo irlandés de folk/pop/rock, The Corrs, de su tercer álbum In Blue. Es una canción instrumental de influencia irlandesa con violín, bodhran, y tin whistle.
Concretamente fue compuesta por Sharon Corr y en realidad fue un encargo de la BBC para la miniserie Rebel Heart, y que más tarde The Corrs quisieron incorporar a su disco. Fue nominada en 2001 para los premios Grammy por Mejor actuación instrumental. Según la web oficial de The Corrs, Sharon comentó:
"La escribí en Malibu en el piano cuando estabamos grabando Talk On Corners. Se quedó aparcada durante mucho tiempo y luego la BBC estaba buscando música para su gran obra de teatro de otoño sobre el Alzamiento de Pascua de 1916 en Irlanda. Tenía [la canción] una melodíamuy irlandesa y añadimos el tin whistle y todo y era idónea para ello".